# 非圧縮性流れ
非圧縮性流れ（ひあっしゅくせいながれ、英: incompressible flow）または非圧縮の流れとは、流体力学において、流動による密度変化が起きない流れ場である。狭義には密度一定の流れ場を指す。縮まない流体とも呼ばれる。連続体力学における非圧縮性の概念を流体に適用したものである。
言い換えると、非圧縮とは速度の発散なしのこと（この表現が等価である理由は後述）。流体分野において「ダイバージェンス・フリー」といえば、この速度場発散なしのことを指す。
流体力学における非圧縮性とは、流れ場、とくに速度場の性状を示す語であり流体の物性のことではない。油圧機構などの分野で水や油といった作動流体についていう非圧縮性とは異なる。
非圧縮（性）流れに対して、流動による密度変化が顕著な流れを圧縮性流れという。マッハ数（局所音速と流速との比）が1よりはるかに小さい流れは非圧縮とみなして扱われる。マッハ数が概ね0.3を超えるか、または流体が非常に大きな圧力変化を受ける場合に、圧縮性の影響は考慮される。気体は容器に閉じ込めることで圧縮できるが、低マッハ数であれば非圧縮流れとして扱われる。逆に液体は容器に入れて圧縮することは難しいが、マッハ数が大きければ圧縮性流れとして扱われる。
厳密にいうと完全な非圧縮流れは自然界には存在しないため非圧縮流れとは一種の近似モデルである。

## 速度の発散が0になることの導出
非圧縮性流れのための基本的な要件は、密度ρが、速度vで移動する流体の微小体積dV内で一定であることである。数学的にはこの非圧縮性流れの条件は、密度の物質微分（後述）が0にならなければならないことを意味する。この条件を導入する前に、質量保存則から必要な関係式を導く。ある領域（コントロールボリューム）Vの中にある流体の質量mは、密度ρの体積積分によって算出される。
{\displaystyle m=\iiint _{V}\rho \,dV}
質量保存則より、コントロールボリュームV内の質量の時間変化はその境界面Sを通る質量流束Jに等しくなければならない。この質量流速は数学的には面積分で表される。
{\displaystyle {\frac {\partial m}{\partial t}}=-\iint _{S}\!\!\!\!\!\!\!\!\!\!\!\subset \!\supset {\boldsymbol {J}}\cdot d{\boldsymbol {S}}}
ここで負号は、面積ベクトルdSを外向きに定義していることより、コントロールボリュームから出る流れによってボリューム内の質量は時間的に減少することを意味する。この式の右辺に発散定理を用い、質量流束と密度の時間変化の間の関係が導かれる。
{\displaystyle {\begin{aligned}&\iiint _{V}{\frac {\partial \rho }{\partial t}}\,dV=-\iiint _{V}\operatorname {div} {\boldsymbol {J}}\,dV\\&\therefore \quad {\frac {\partial \rho }{\partial t}}=-\operatorname {div} {\boldsymbol {J}}\end{aligned}}}
左辺の密度の時間微分は非圧縮性流れを保証するためには0になる必要はない。この場合の密度の時間微分とは、固定位置のコントロールボリューム内でのこの変化率のことを言っている。密度の時間微分が0にならないことを許しても、非圧縮性流体は制限されない。なぜなら固定位置のコントロールボリュームを観察していれば、流れによってそこの密度は変化することが許されているからである。このアプローチは一般的に言え、密度の時間微分が0になってもよいことは、圧縮性流体が依然として非圧縮性流れになりうることを示している。
我々が興味を持っていることは、流体速度vとともに移動するコントロールボリュームの密度の変化である。流束Jは、次の式で流体速度vと関連している：
{\displaystyle {\boldsymbol {J}}=\rho {\boldsymbol {v}}}
したがって質量保存則は
{\displaystyle {\frac {\partial \rho }{\partial t}}+\operatorname {div} (\rho {\boldsymbol {v}})\equiv {\frac {\partial \rho }{\partial t}}+\operatorname {grad} \rho \cdot {\boldsymbol {v}}+\rho (\operatorname {div} {\boldsymbol {v}})=0}
と表される。この式は連続の式と呼ばれている。密度の全微分を考える（そして連鎖律を適用する）ことにより、
{\displaystyle {\frac {d\rho }{dt}}={\frac {\partial \rho }{\partial t}}+{\frac {\partial \rho }{\partial x}}{\frac {dx}{dt}}+{\frac {\partial \rho }{\partial y}}{\frac {dy}{dt}}+{\frac {\partial \rho }{\partial z}}{\frac {dz}{dt}}}
であるから、流体と同じ速度で動いている（すなわちv = (dx /dt , dy /dt , dz /dt)となる）コントロールボリュームをとれば、上式は物質微分：
{\displaystyle {\frac {D\rho }{Dt}}:={\frac {\partial \rho }{\partial t}}+\operatorname {grad} \rho \cdot {\boldsymbol {v}}}
を用いて簡潔に表される。連続の式に代入すれば、
{\displaystyle {\frac {D\rho }{Dt}}=-\rho (\operatorname {div} {\boldsymbol {v}})}
を得る。密度の時間微分は、流体が圧縮または膨張（一定体積dVに含まれる質量が変化）することを示しているが、それは禁止されている。密度の物質微分が0になることを要求することは、（密度が0でなければ）流体速度の発散が0でなければならないことと等価である。
{\displaystyle \operatorname {div} {\boldsymbol {v}}=0}
結局、質量保存則と、流体とともに移動する体積内の密度が一定であるという制約条件から、それに等価な非圧縮性流れの必要条件は流体速度の発散が0になることであることが示された。

## 圧縮率
流れに関わる周辺分野では、流体の非圧縮性の尺度に圧力変化と密度変化の比が用いられる。これは圧縮率βと呼ばれる。
{\displaystyle \beta :={\frac {1}{\rho }}{\frac {d\rho }{dp}}}
圧縮率0を非圧縮性流体の定義とすることがある。

## ソレノイド場との関係
非圧縮性流れの速度場はソレノイドベクトル場である。ソレノイド場とは発散ゼロ（回転はあってもよい）場である。
一方で非圧縮かつ回転ゼロの速度場はラプラス場と呼ばれる。

## 非圧縮性流れと非圧縮性物質の違い
前述した定義のように、非圧縮流れでは
{\displaystyle \operatorname {div} {\boldsymbol {v}}=0}
である。これは
{\displaystyle {\frac {D\rho }{Dt}}={\frac {\partial \rho }{\partial t}}+{\boldsymbol {v}}\cdot \operatorname {grad} \rho =0}
と等価である。つまり、密度の物質微分が0ということである。したがって、物質要素を追いかけるとき、その密度は一定に保たれる。物質微分が2つの項を持つことに注意せよ。
1. 最初の項∂ρ/∂tは時間と共にどのように物質要素の密度が変化するかを意味する。この項は非定常項ともいわれる。
2. 第二項v ・gradρは物質要素がある点から別の点に移動することによる、密度の変化を意味する。これは対流項または移流項と呼ばれる。

流れが非圧縮性であるためには、これらの項の和が0でなければならない。
一方、均質、非圧縮性の物質は全領域で一定の密度を持つものとして定義される。そのような物質では密度ρ = constantである。これは
{\displaystyle {\frac {\partial \rho }{\partial t}}=0,\quad \operatorname {grad} \rho =0}
の2式が同時に、かつ独立に成り立つことを意味する。連続の式に代入すると、
{\displaystyle {\frac {D\rho }{Dt}}={\frac {\partial \rho }{\partial t}}+{\boldsymbol {v}}\cdot \operatorname {grad} \rho =0}
よって
{\displaystyle \operatorname {div} {\boldsymbol {v}}=-{\frac {1}{\rho }}{\frac {D\rho }{Dt}}=0}
が従う。したがって、均質な物質は常に非圧縮性流れとなる。しかし、逆はかならずしも成り立たない。
多くの文献で、非圧縮性流れではその密度を一定としている。これは技術的には不正確であるが、慣例としてなされる。非圧縮性流れの仮定の上にさらに非圧縮性物質を仮定することの利点の一つは、運動方程式中で動粘度ν一定とみなせることである。上記の厳密さはしばしば混乱の元となる。したがって、力学について記述されているとき、多くの場合は非圧縮性物質または一定容積の流れと明示的に言うことが好まれる。

## 関連する流れ
流体力学では、速度の発散が0であれば、流れは非圧縮性であるとされる。しかし、モデル化される流れ場に応じて、ときとして関連する表式が使用される。
1. 非圧縮性流れ：div v = 0
これは、密度が一定（厳密な非圧縮）か、または密度が変化する流れで仮定できる。密度変化のセットでは密度、圧力または温度場に、小さな摂動を含む解が受容され、領域内の圧力成層に対して可能である。
2. 非弾性流れ：div(ρov ) = 0
主に大気科学の分野で用いられる。非弾性条件によって、圧力と同様に密度または温度に、成層の非圧縮性流れの妥当性が拡張される。気象学の分野で使用された場合、これによって熱力学変数は下層大気で見られる大気基底状態に緩和することができる。この条件はまた、天体物理学においても使用される[3]。
3. 低マッハ数流れ／疑似非圧縮：div(αv) =β
低マッハ数の制約は次元解析による無次元量を用いた圧縮性オイラー方程式から導出される。この制約は、この前のセクションのように、音波の除去を可能にするだけでなく、密度や温度の大きな摂動を許す。この仮定は、流れが有効であるためにそのような制約を使用して、任意の解に対してマッハ数がその上限（通常は0.3未満）以内にとどまるということである。繰り返しになるが、すべての非圧縮性流れに従って、圧力偏差は圧力基底状態と比較して小さくなければならない[4]。

これらは流れについての異なる仮定であるが、すべての仮定は流れに依存する関数α, βを用いて、一般形
{\displaystyle \operatorname {div} (\alpha {\boldsymbol {v}})=\beta }
でとりあつかうことができる。

## 非圧縮性流れの数値的近似解法
非圧縮性流れの方程式の厳密な性質から、特定の数学的手法がそれらを解決するために考案されてきた。以下のような方法が挙げられる。
1. 投影法（英語版）（近似および厳密な方法）
2. 人工圧縮性（近似法）
3. 圧縮性プレコンディショニング